# Vox (fabrikant)

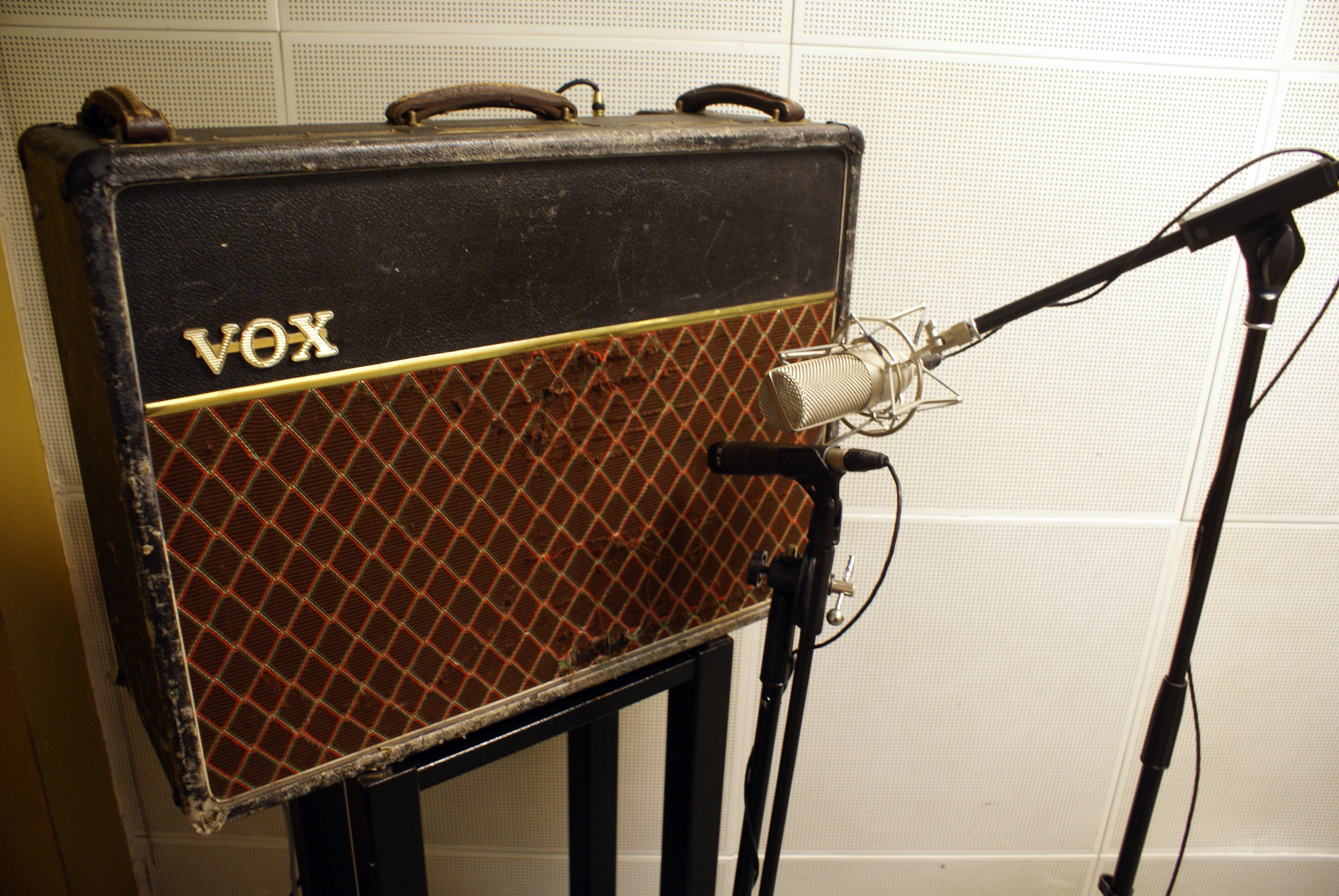
Vox (AC30)

Vox is een maker van gitaarversterkers, gitaren, en aanverwante effectapparatuur uit het Verenigd Koninkrijk. Hun bekendste producten zijn de AC30 en de AC15, gitaarversterkers die werken op basis van buizen. Deze werd begin jaren 60 beroemd doordat ze door The Beatles (AC30) en The Shadows (eerst AC15 later AC30) werden gebruikt. Vox is met Fender en Marshall een van de belangrijkste pioniers op de gitaarversterkermarkt.

## Geschiedenis
Het bedrijf werd gesticht door Tom Jennings. Jenning Musical Instruments (JMI) produceerde in 1958 de eerste versterker van het merk VOX, de AC15. Deze 15-watter was ontworpen door zijn kompaan Dick Denney, een oude legermakker en werd snel beroemd om zijn cleane geluid. Cliff Richard, met zijn backingband The Shadows, speelde dat jaar al met VOX AC15s. Ook andere artiesten in de snel groeiende rockscene ontdekten snel de grote kwaliteiten van de versterker.
Het bedrijf maakte ook gitaren en is nu nog steeds actief als maker van gitaareffecten.
Vox is sinds 1992 eigendom van het Japanse Korg Corporation.

## Instrumenten

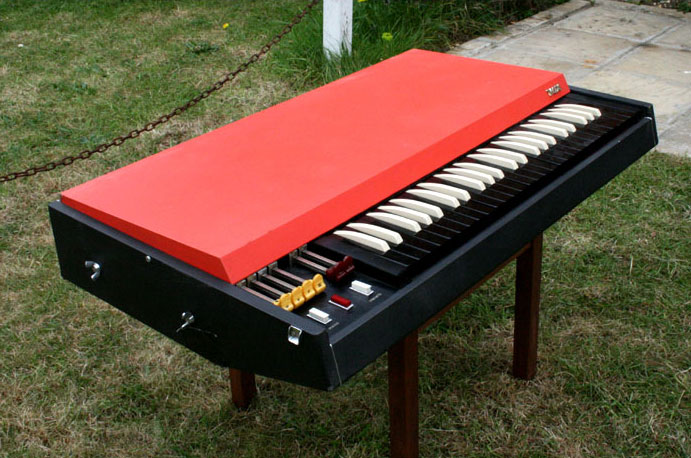
Vox Continental

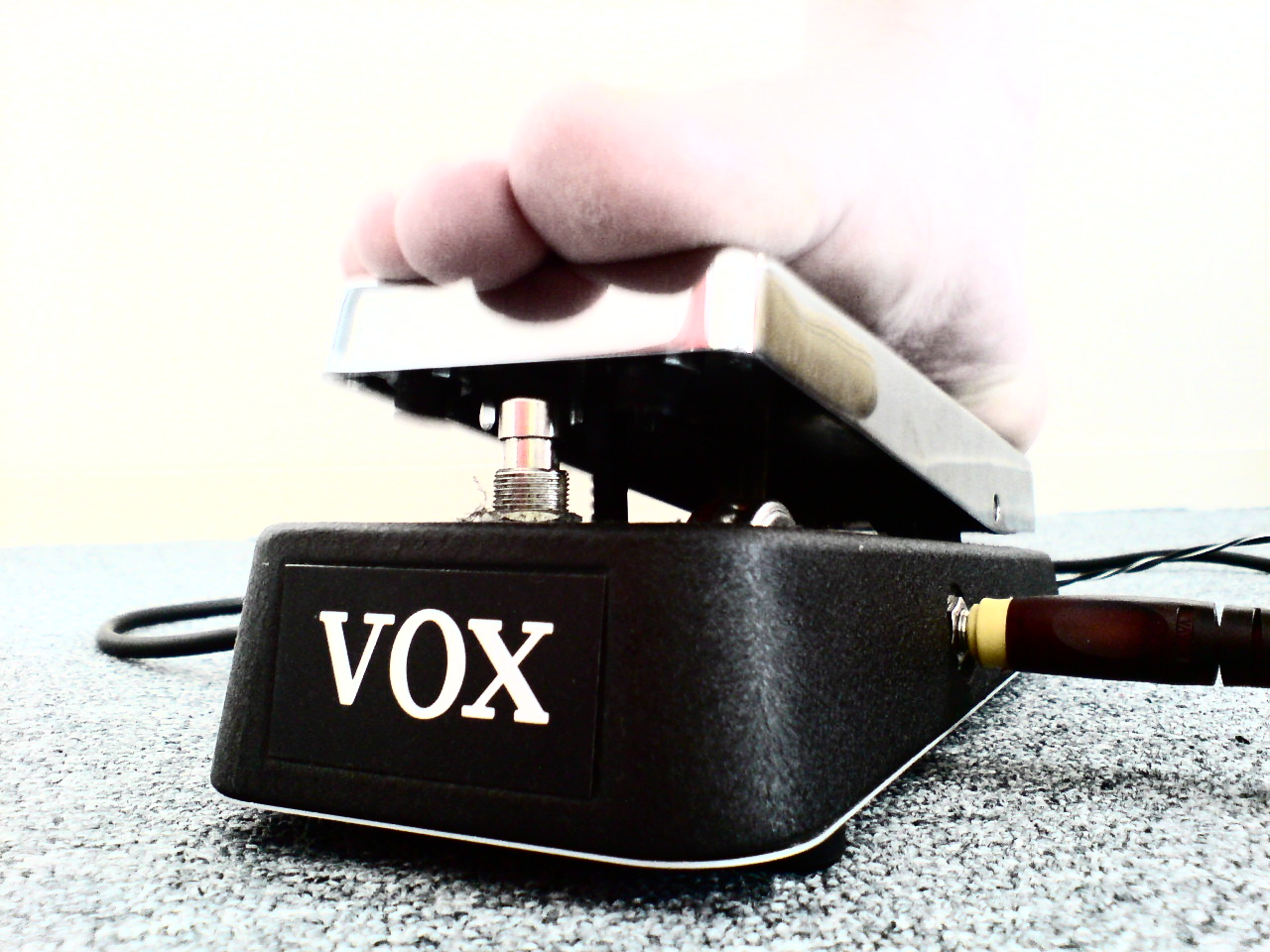
VOX Wah-Wah

Tom Jennings bouwde in de late jaren 40 orgels en accordeons. Zijn eerste orgel was de Univox. Het bekendste is echter de Vox Continental, te horen op The House of the Rising Sun van the Animals en Light my fire van The Doors. De rechten op de Vox Continental werden in 1967 verkocht aan een Italiaans bedrijf van the Thomas Organ Company.
Vanaf 1961 maakte VOX ook gitaren. Met de vijfhoekige Phantom werd het eerste model in de lage prijsklassen op de markt gebracht. In de jaren 60, toen twaalfsnarige gitaren populair werden (met The Beatles en consoorten) werden van dit type gitaren op de markt gebracht: de Phantom XII, de Tempest XII en de Vox Mark VI, IX en XII, beter bekend als de Vox Teardrop VI, IX en XII. deze laatste werd bespeel door o.a. Brian Jones van de Rolling Stones.
Gitaareffecten werden en worden ook gemaakt. De VOX Wah-Wah en Tone Bender zijn waarschijnlijk de bekendste.

## Versterkers
De hoofdactiviteit van VOX is altijd de productie van versterkers geweest. De AC30 bleef altijd het vlaggenschip van het bedrijf, en de kleinere AC15 geniet ook nog steeds populariteit. Door de jaren heen werden ook andere modellen gebouwd. De Vox UL730 was een hybrideversterker waarvan de voorversterker met transistor techniek werkte terwijl de eindtrap op buizen werkte. Deze werd door The Beatles in de studio gebruikt, vooral rond de opnames van Revolver. De bijtende sound van deze versterker drukte zijn stempel flink op dat album.  De Valvetronix serie, die gebruik maakt van digitale modeling techniek gecombineerd met één vacuüm buis, is een van de populairste versterkerlijnen onder beginnende gitaristen.

## Artiesten
- The Beatles
- Queen (Brian May)
- U2 (The Edge)
- Jimmy Page
- Jimi Hendrix, hij gebruikte de effecten van VOX.
- Pink Floyd
- Queens Of The Stone Age (Troy van Leeuwen)
- Ray Manzarek, organist van The Doors
- The Rolling Stones
- The Velvet Underground
- Spider Webb, toetsenist van The Horrors
- Alan Price, toetsenist van The Animals
- The Electric Prunes (zie "Vox Wah-Wah Foot Pedal With "The Electric Prunes"")
- Dave Grohl, zanger en gitarist van Foo Fighters
- Joe Satriani (had een lijn signature-pedalen bij Vox)
- Danny Lademacher, (Herman Brood & his Wild Romance)